# 林洋港
林洋港（1927年6月10日—2013年4月13日），臺灣政治人物，南投縣魚池鄉頭社村人。曾任南投縣縣長、臺北市市長、臺灣省政府主席、內政部部長、行政院副院長、司法院院長。
林洋港在國民黨戒嚴時期被視為蔣經國時代「催台青」本土化政策代表人物之一，在蔣經國晚年時期被臆測為接班人選之一。蔣經國逝世後，林洋港一度試圖參選1990年中華民國總統選舉，後被總統府勸退。1996年，林洋港與郝柏村搭檔參選首屆民選總統選舉，敗給中國國民黨推出的候選人李登輝和連戰。

## 生平

### 家族背景
林洋港出生於1927年6月10日，臺中州新高郡魚池頭社（今南投縣魚池鄉頭社村）人。林洋港父系祖先來自福建漳州，今龍文區郭坑镇霞贯村，林氏开基祖先林仕寿，第十二世后裔汝字辈迁居台湾，传至林洋港已是第八世（系霞贯第二十世孙）。暱稱「阿港伯」，因愛養牛又有人稱「水牛伯」，以一口特殊臺灣國語聞名。其弟林源朗亦曾擔任南投縣縣長，姪孫林明溱為前任南投縣縣長。

### 早年與求學時期
林洋港的父親四兄弟，組成一個大家庭，30幾人住在四合院內。林洋港的二伯父在二十歲被徵去攻打霧社的原住民時，凍死在合歡山上，全家的生計遂仰賴大伯父及其父親、叔叔支撐下去。:241-242
林洋港身為長子，為四房十四個兄弟中最大。:242林洋港生父林生傳、生母林楊險，因生父之長兄林啓昌無子，過繼給大伯林啓昌。1934年入頭社公學校，和當時小孩一樣，放學後要放牛、砍柴、顧田水。:156
1940年，林洋港身以頭社公學校第一名畢業，:156前往日本內地，進東京市神田區的昌平中學讀書，僅讀了一年的預備學校即插班三年級，直到五年級畢業。1944年，18歲時自日本內地回來，任教於母校頭社國小，任代課教師，並跟同鄉陳合結婚。1945年臺灣進入中華民國統治後，於頭社國小任代課教員。:1561946年，考上國立臺灣大學政治學系。:242-243
1951年，林洋港畢業於國立臺灣大學政治學系。參加臺灣省公務人員高等考試並錄取。:243同年加入臺南市稅捐處擔任稽查員（1951年），之後調任南投縣政府民政局擔任科員的工作（1951年－1953年）。
1953年升任南投縣政府民政局局長，任期十年（1953年－1962年）。接著又當了南投縣政府秘書（1962年－1964年）。
1964年，調任臺灣省政府秘書處秘書，同時兼任中國國民黨雲林縣黨部主任委員（1964年－1967年）。

### 南投縣長時期
1966年10月，時任南投縣縣長楊昭璧逝世，林洋港於1967年2月1日代理南投縣長，並兼任中國國民黨南投縣黨部主任委員（1967年－1972年）中國青年救國團南投縣團委會主任委員（1967年－1972年）。
1968年，林洋港獲國民黨提名參選第六屆南投縣長選舉。當時林氏的競選經費來源來自家族的杉木林，賣得的幾十萬元而已。最終林洋港憑藉著南投縣政府內的群眾基礎，一舉擊敗在高雄開業的律師簡秋桐。當選南投縣長，6月2日就職。
縣長任內，林洋港推動南投縣政府遷建，又將行庫遷建到三合社區。:245

### 蔣經國內閣時期
1972年，蔣經國擔任閣揆後，開始提拔臺灣本省籍菁英政治人物，號稱吹台青政策，林洋港也在其中。前後出任臺北市長、臺灣省主席、內政部長，並出任司法院長。
2018年出版的資料顯示，李煥生前曾評價林洋港原本有可能打敗李登輝成為接班人，但因四項因素造成蔣經國對其不滿而失去政治生命。
- 林出身南投世家龐大複雜，多人在官場有勢力且愛用近親，不願其上大位後全家族雞犬升天，從此台灣又出了一「林家」成中華民國第一超級望族，長期世世代代把持政壇，這是最不利的背景因素。
- 任臺灣省政府主席期間，將農田水利會總幹事由官派改為民選，此一影響基層農民勢力的關鍵位置，從此不受立法院和政府制約，蔣經國大表不悅。
- 任臺灣省主席期間，未充分溝通就把新竹市與嘉義市升格為省轄市，改變很多財政分配造成官場紛擾不和，閣揆孫運璿要求收回卻被以辭職威脅，給蔣留下難以駕馭且做事缺乏政通人和的印象。
- 任內政部部長期間，未能謹言慎行，在立委面前承諾3月內改善治安到鐵窗消失成社會名言，結果未達到，在市井小民心中造成威信受損，蔣留下此人辦事說話不穩重的判斷。

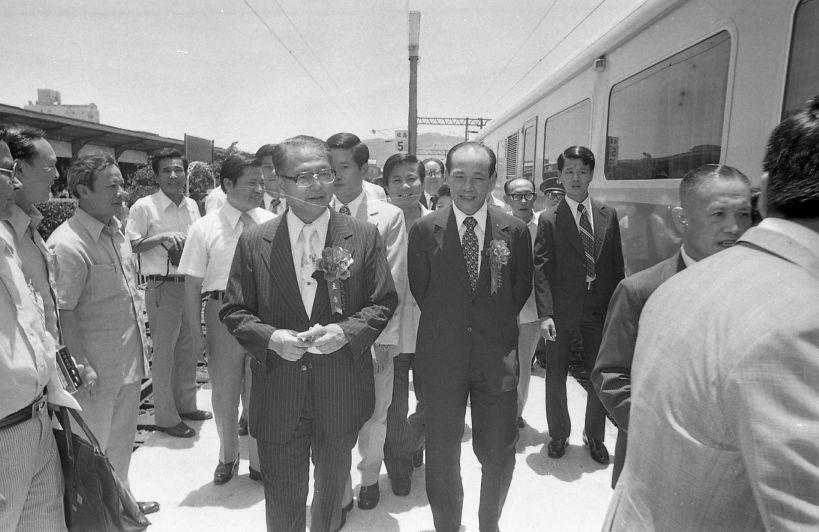
1979年7月1日時任臺灣省主席林洋港(左)與高雄市長王雲玉(右)出席臺灣西部幹線鐵路電氣化通車典禮

1978年6月27日，林洋港剛任職臺灣省主席不久。蔣經國就在日記載：「林洋港之為人，逐漸可以發現其好名善變，不可不防」。7月29日，蔣又記：「林洋港初任省主席。由其言行可以發現，此人沽名釣譽，好大喜功，不但難成大事，恐將害事，密切加以注意」。:138-139到8月12日，蔣在日記載：「林洋港有才能，但是在品德方面不夠正直，在緊要關頭恐怕把握不住，應深加注意，時加考核」。研究蔣經國日記的黃清龍認為此時蔣已對林洋港定了性，政治之路已難攀升。1984年，李登輝出任副總統不久，林洋港就從內政部長明升暗降為行政院副院長。:140
名言「司法像皇后的貞操」
，1987年林洋港接任司法院長，曾在某次記者會的場合中，面對台灣民眾普遍對台灣司法的不信任時，留下了「司法像皇后的貞操，不容懷疑」此一名言，用意在期勉法務人員能使台灣司法的形象公正廉明。

## 參選總統

### 1990年總統選舉
1990年，國民黨提名該年總統選舉的人選時，爭取連任總統的李登輝公布副總統人選是李元簇，而非外界相傳的李煥。部分人士不滿李登輝用沒有政治班底、被視為沒有聲音的總統府秘書長為副總統。臨中全會上，林洋港等人主張票選總統以及副總統候選人。票選派一度領先，使李登輝準備了退選的講稿。但經過激烈表決，臨中全會仍以起立方式決定總統、副總統候選人，李李配勝出。
在3月初，以滕傑為首的國大代表，準備推出林洋港為總統候選人，蔣經國之弟、前聯勤總司令蔣緯國上將為副總統候選人的「林蔣配」與李李配對抗。3月4日，部分國代在三軍軍官俱樂部組成「林洋港、蔣緯國參選誓師大會」，並在現場散發指控民進黨為「暴徒」、李登輝是共產黨員的傳單。林洋港與蔣緯國則態度曖昧不明，林洋港表態「候選而不競選」（即林氏名言「候而不選」），如果國代連署提名他為總統候選人，他不會拒絕。國民黨內的新國民黨連線亦揚言為林洋港助選，引起國民黨內部對立。
總統府利用不同方法勸林洋港退選，先是於3月2日請林洋港入總統府「懇談」，後來更派出國民黨內「八大老」勸退。
3月9日下午二時，林洋港在未告知「反李聯盟」其他三位巨頭下，於台北賓館發表「不候選聲明」宣佈退選，並支持李登輝連任總統，隨後蔣緯國也宣稱「與林洋港共進退」，該連署行動告終。
在蔡鴻文任省議會議長期間，林洋港在省政府任省建設廳長、省主席。二人合作無間，使省府與省議會水乳交融。加上兩人是中南部出身的政治人物，於是建立交情。3月，蔡氏拜訪林洋港，聲稱帶來李登輝的口訊「只做一任，下屆不會參選，到時會幫林洋港的忙。」幾天後，蔡氏再度來訪，兩次說到「這回你就讓一讓，他已答應下次幫你，六年很快就過去了。」但林洋港本就無主動參選之意，且以官位豈可私相授受為由，拒絕對本就沒有的參選一事做出退選聲明。3月9日，由於八大老的勸退並為了黨的團結形象，林洋港應要求發表退選聲明，其後李登輝親到司法院致意（當時林洋港是司法院長），當時，蔡鴻文說：「這次你讓了李總統，下次李總統承諾支持你，大家這樣輪流，很好，很圓滿。」而李登輝聞言則在一旁不住地點頭微笑。
後來李登輝嚴詞否認，並表示這是台灣省議會議長蔡鴻文背著李登輝對林洋港私下承諾。但李登輝也表示能使林洋港退選，蔡鴻文的功勞最大。
1993年行政院長郝柏村下台，李登輝任命連戰為行政院長，更請林洋港到總統府，聲言不任命林洋港為行政院長，是愛護林洋港，使林氏「從容準備三年後的發展」。

### 1996年總統選舉
林洋港於1993年宣布參選1996年總統選舉，並且在1994年辭去司法院長一職。
後來李登輝宣布競逐連任、參加1996年的首次總統直接民選，而林洋港繼續參選，並請前行政院長郝柏村搭配參選中華民國第九任總統與副總統，在四組候選人中以14.9%得票率排名第三，並因此次參選，於1995年年底遭中國國民黨以違反黨紀參選為由開除黨籍，後來2005年恢復黨籍。
林洋港在全台縣市只在南投縣以46.5%的選票居首。林洋港從此淡出政壇，搬到台中，深居簡出，不過問政壇事。
| 1        | 陳履安、王清峰 | 無黨籍        | 1,074,044票 | 9.98%                              |                                    |
| 2        | 李登輝、連戰   | 中國國民黨    | 5,813,699票 | 54.00%                             | 當選                               |
| 3        | 彭明敏、謝長廷 | 民主進步黨    | 2,274,586票 | 21.13%                             |                                    |
| 4        | 林洋港、郝柏村 | 無黨籍        | 1,603,790票 | 14.90%                             |                                    |
| 選舉日期 | 選舉日期       | 1996年3月23日 | 選舉人數    | 14,313,288人                       | 14,313,288人                       |
| 投票率   | 投票率         | 76.04%        | 投票人數    | 有效：10,766,119人 無效：117,160人 | 有效：10,766,119人 無效：117,160人 |

## 逝世
2013年3月下旬，林洋港因腸梗阻而送往國軍台中總醫院，但情況未見好轉，4月13日晚上，院方發出病危通知，家屬決定放棄侵入性治療，拔管後接回大坑家中，23時31分在家中安祥辭世，享壽86歲，同年5月15日舉行告別式，榮獲總統褒揚令及國旗、黨旗覆棺榮譽，葬於南投草屯佳佳花園公墓。

## 荣誉

### 中华民国勋章奖章
- 一等卿云勋章（1994年8月30日于台北总统府颁授[15]）

## 軼事
1980年，林洋港訪美，到了亞利桑那州，下飛機後就習慣性地走在前面，太太則跟在後面。時任亞利桑那州州長的布魯斯·巴比特看到此景後，好奇地問：“林主席，我們西方講女士優先，為什麼你把你的夫人放在後面呢？”林洋港聽聞一旁陪同的台灣省省府委員趙守博翻譯後，便對趙守博說：“趙委員，你趕快跟他講，這件事情事關國格，你一定要跟我好好地翻。”隨後又對趙守博說：“你不要以為洋港不懂英文，洋港的英文三七五。你跟他說，我們以農立國，以前住在鄉下，出來的時候要經過那個田埂，田埂上都是長著蛇，所以男人都走在前面，把蛇打死保護女性！這就是我走在前面的原因。”州長聽了之後便哈哈大笑。

## 影視形象
| 年分 | 作品        | 演員   |
| ---- | ----------- | ------ |
| 2019 | 幻術 (電影) | 劉爾金 |